# Calderiet
Het mineraal Calderiet is een mangaan-calcium-ijzer-aluminium-silicaat met de chemische formule (Mn2+,Ca)3(Fe3+,Al)2(SiO4)3. Het nesosilicaat behoort tot de granaten.
Het is een zelden voorkomen mineraal dat volgens het kubisch kristalstelsel kristalliseert. 
Omdat calderiet een vaste oplossing met spessartien (Mn3Al2[SiO4]3) en andradiet (Ca3Fe2[SiO4]3) vormt en daarom slechts geringe hoeveelheden mangaan door calcium of ijzer door aluminium kunnen zijn vervangen, wordt de chemische formule doorgaans geschreven als (Mn2+,Ca)3(Fe3+,Al)2[SiO4]3.
Calderiet is doorzichtig tot doorschijnend en heeft glasachtig glanzende kristallen met een oranje-gele, donkergele, roodgele of roodbruine kleur. In dunne plaatjes kan het ook geel tot groengeel zijn. Het heeft meestal een korrelige vorm en kan klonteren met andere mineralen.

## Naam en geschiedenis
De naam calderiet werd eerst gebruikt voor een rots in mangaanhoudende lagen in Kut-Kumsany, 20 km noordwest van Hazaribagh in Bihar, Brits Indië. Later werd de naam ook gebruikt voor het daar eveneens voorkomende mineraal. De Engels-Indiase wetenschapper Henry Piddington beschreef als eerste het in monsters van die rots voorkomende calderiet. De monsters, die al enige tijd in het museum lagen, werden tot dan slechts als undescribed Siliceo-Iron-and-Magnese Rock, uit het district Burdwan, aangeduid. De beschrijving van het mineraal verscheen in 1851 in een artikel van Piddington in het Journal of the Asiatic Society of Bengal, toen zowel Piddington als Calder lid waren van de Asiatic Society of Bengal. Een uit Namibië afkomstig monster van het mineraal werd voor het eerst in 1909 wetenschappelijk beschreven door Lewis Fermor (1880–1954), die het noemde naar de geoloog James Calder.

## Ontstaan en vindplaatsen

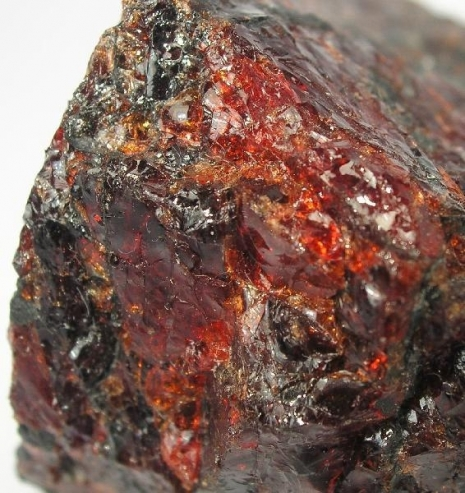
Brok calderiet-aggregaat uit Otjosondu, Otjozondjupa, Namibië (afmeting: 6 × 5,5 × 4,2 cm)

Calderietrijke granaatmineralen vormen zich bij de metamorfose onder hoge druk van mangaan- en ijzerrijke sedimenten waarbij oxidatie moet kunnen plaatsvinden. Ze komen voor samen met aegirien, kutnohoriet, hematiet, pyrolusiet, kwarts, rhodoniet en rhodochrosiet. 
Zuiver calderiet is slechts bij een druk boven 20–30 kBar bij 700–900 °C stabiel. Dit druk-temperatuurbereik van de eclogiet-facies wordt in subductiezones bereikt. Bij een lagere druk of hogere temperaturen wordt zuiver calderiet afgebroken tot pyroxmangiet en magnetiet. 
Als zeldzame mineraalvorm kon calderiet per 2018 op 16 plaatsen worden gevonden. Als typelocatie gelden de Wabush ijzerformatie in Labrador, Canada en Otjosondu in de Namibische regio Otjozondjupa. Het zijn de enige vindplaatsen in deze landen. In Otjosondu komt calderietrijk granaat voor samen met hematiet, kwarts, hyalofaan en apatiet.
In Wabush komt calderietrijk granaat voor samen met rhodoniet, kutnahoriet, aegirin en rhodochrosiet.
In Europa werd het gevonden in Italië (Saint-Marcel (Valle d'Aosta), Valtournenche (bergdal)), Roemenië (Iacobeni (Sibiu)), Zweden (Filipstad) en in Zwitserland (Ferrera).
In India komt het voor bij Katkamsandi (Jharkhand) en Netra (Madhya Pradesh); in Zuid-Afrika bij Aggeneys (Noord-Kaap).